# Charmoille (Zwitserland)
Charmoille is een plaats en voormalige gemeente in het Zwitserse kanton Jura, en maakt deel uit van het district Porrentruy.
Charmoille telt 352 inwoners. In 2009 is de gemeente gefuseerd naar de nieuwe gemeente La Baroche.

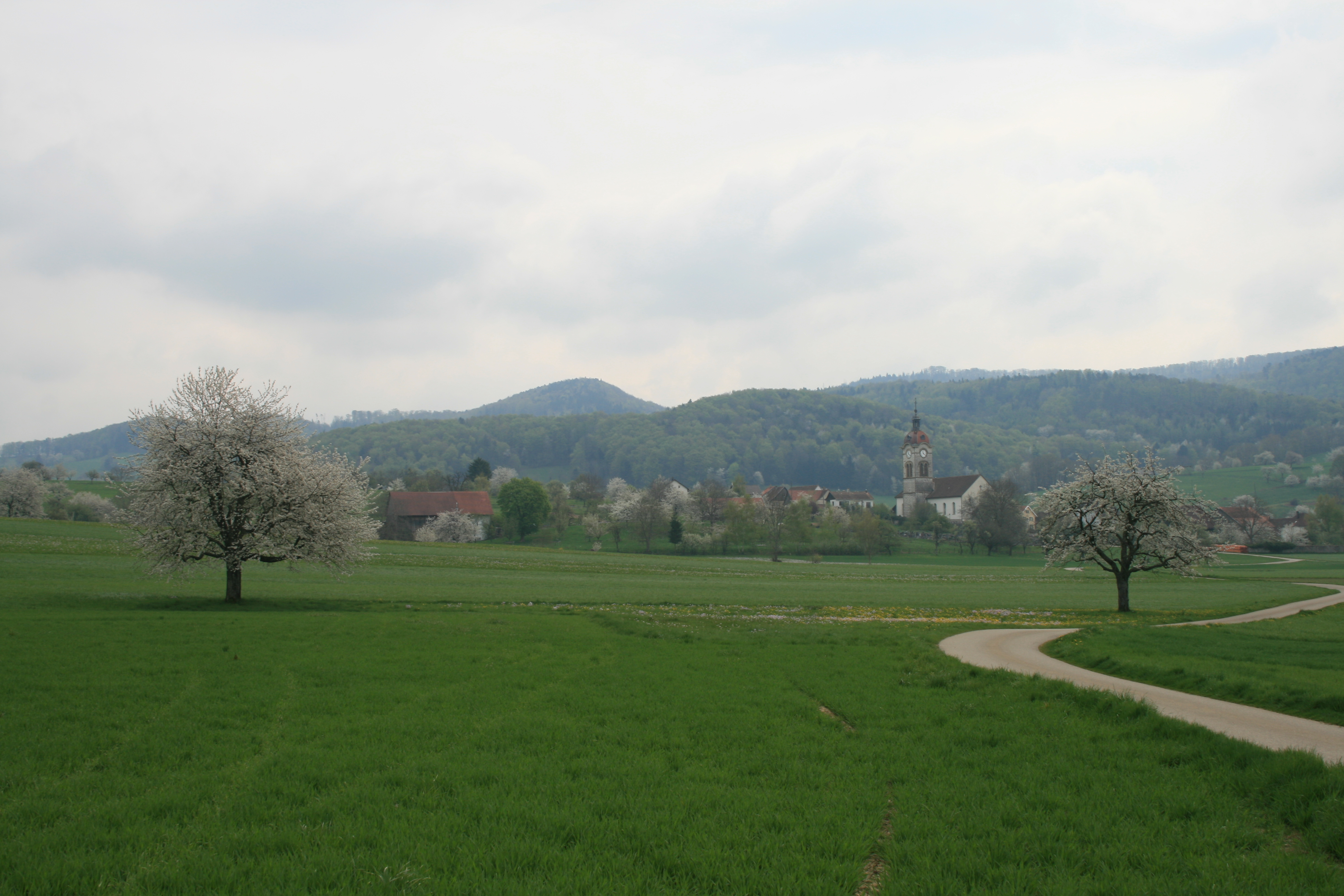
Charmoille

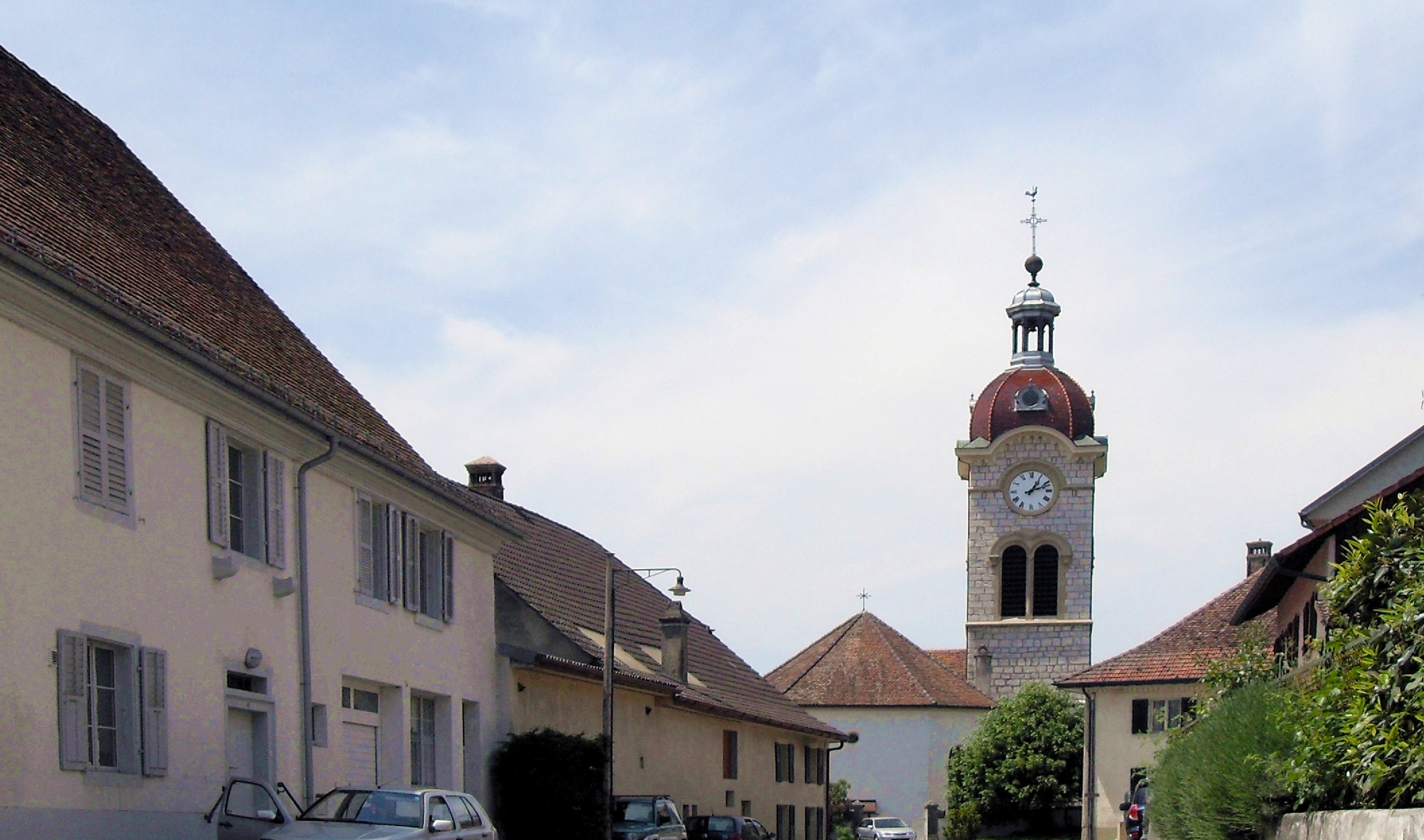
Sint Sebastiaan kerk